# Universiteit van Wrocław

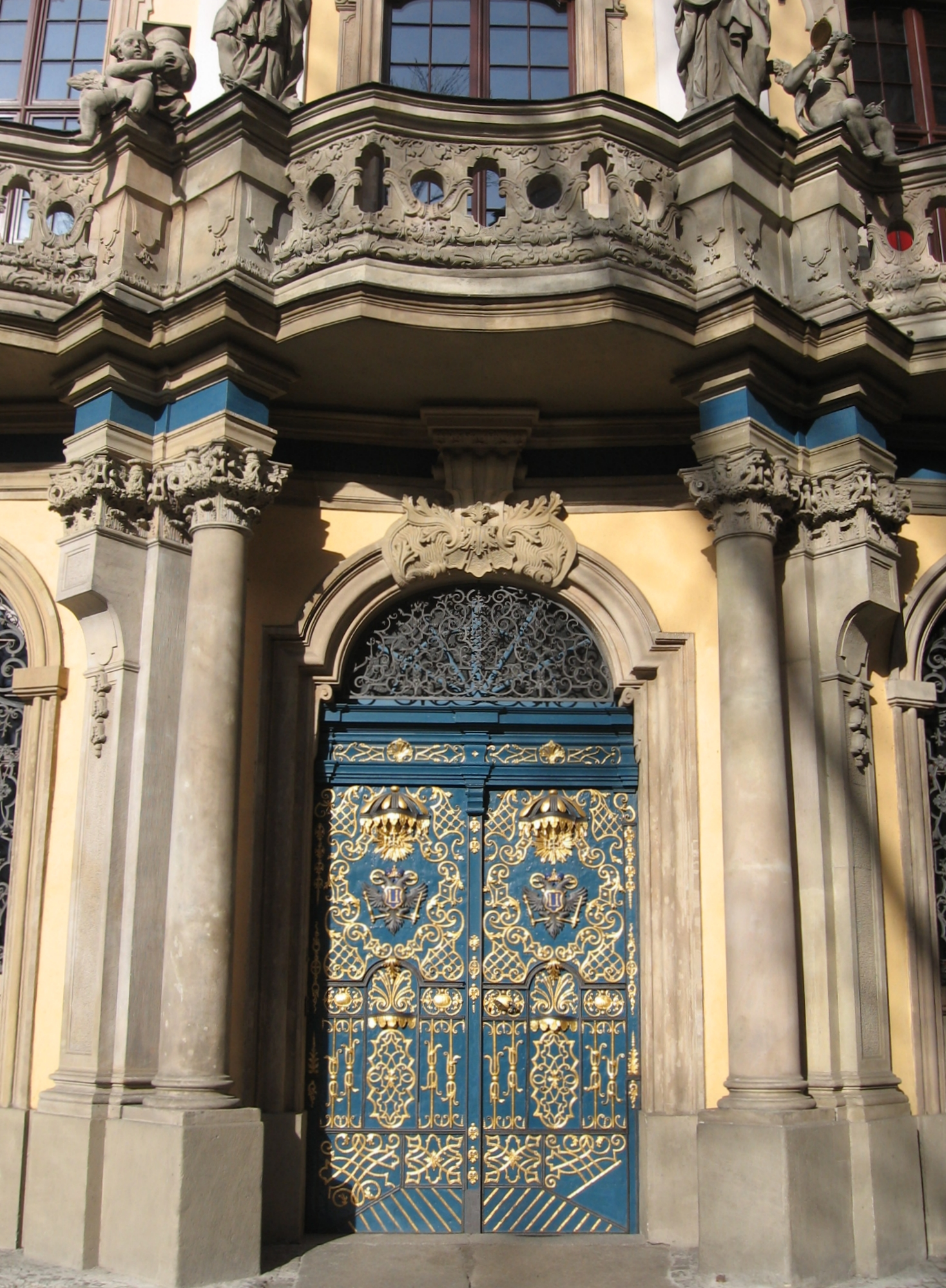
Toegangsdeur tot het Academiegebouw

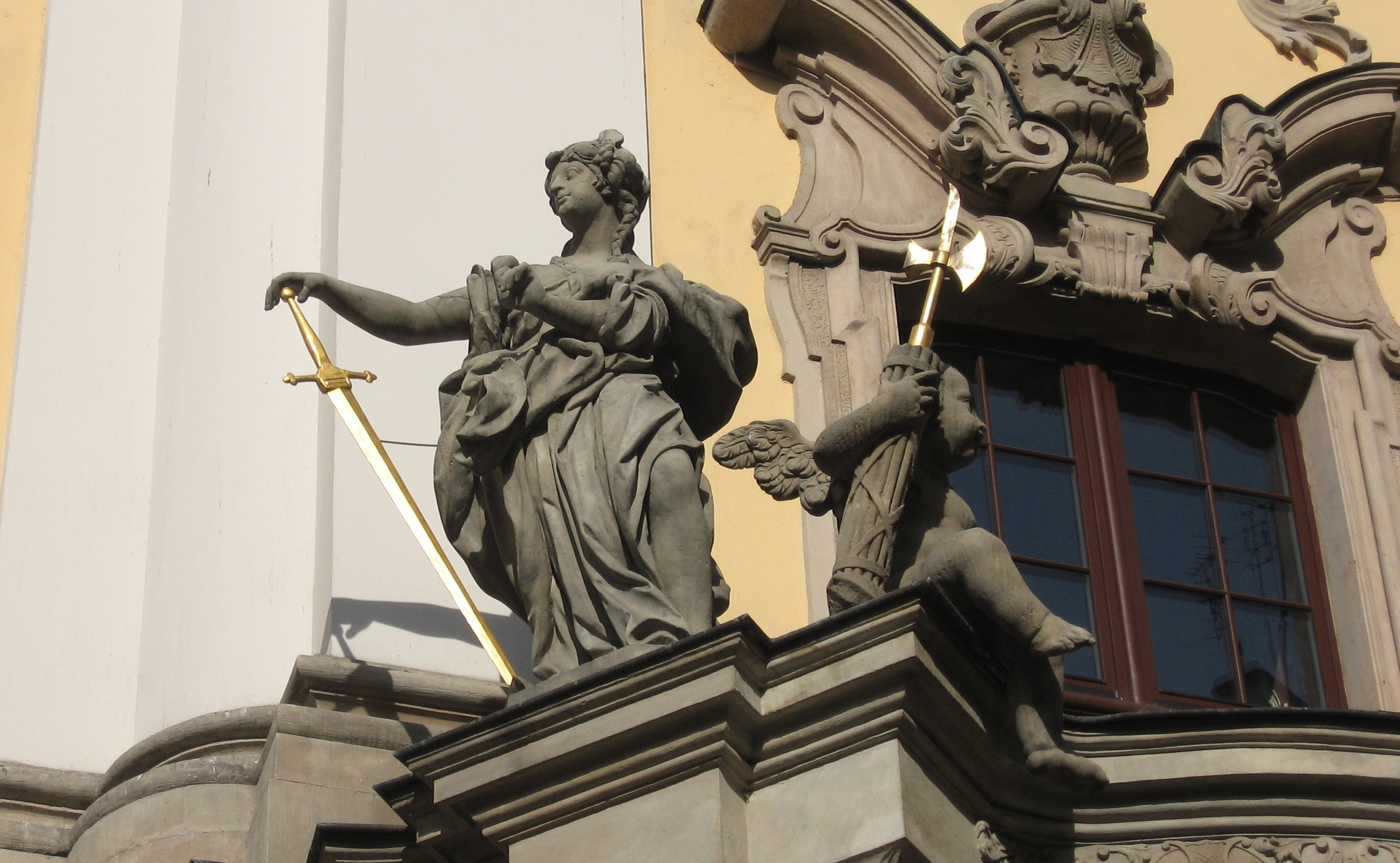
Baroksculptuur als versiering van het Academiegebouw

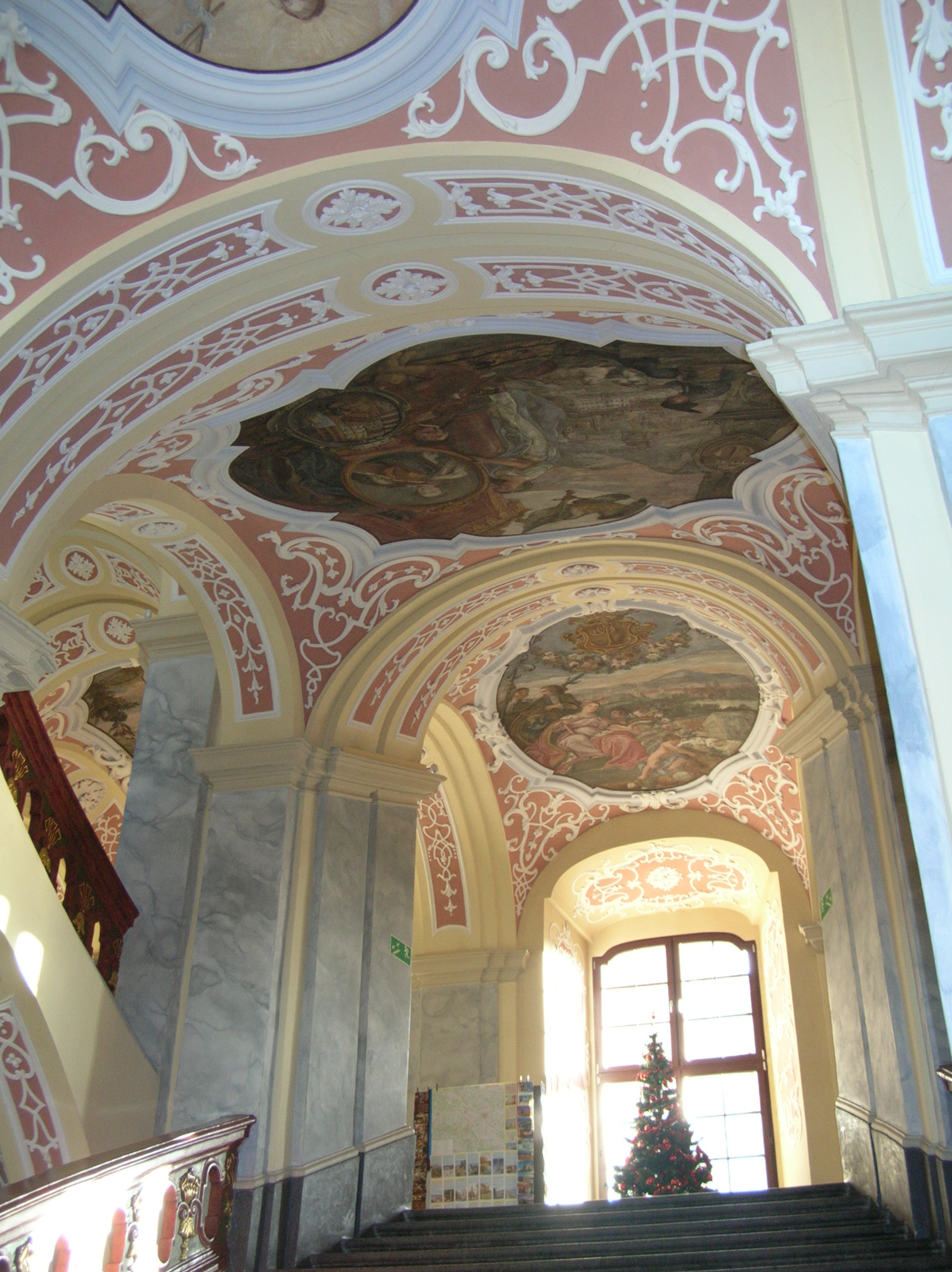
Trappenhuis in het Academiegebouw

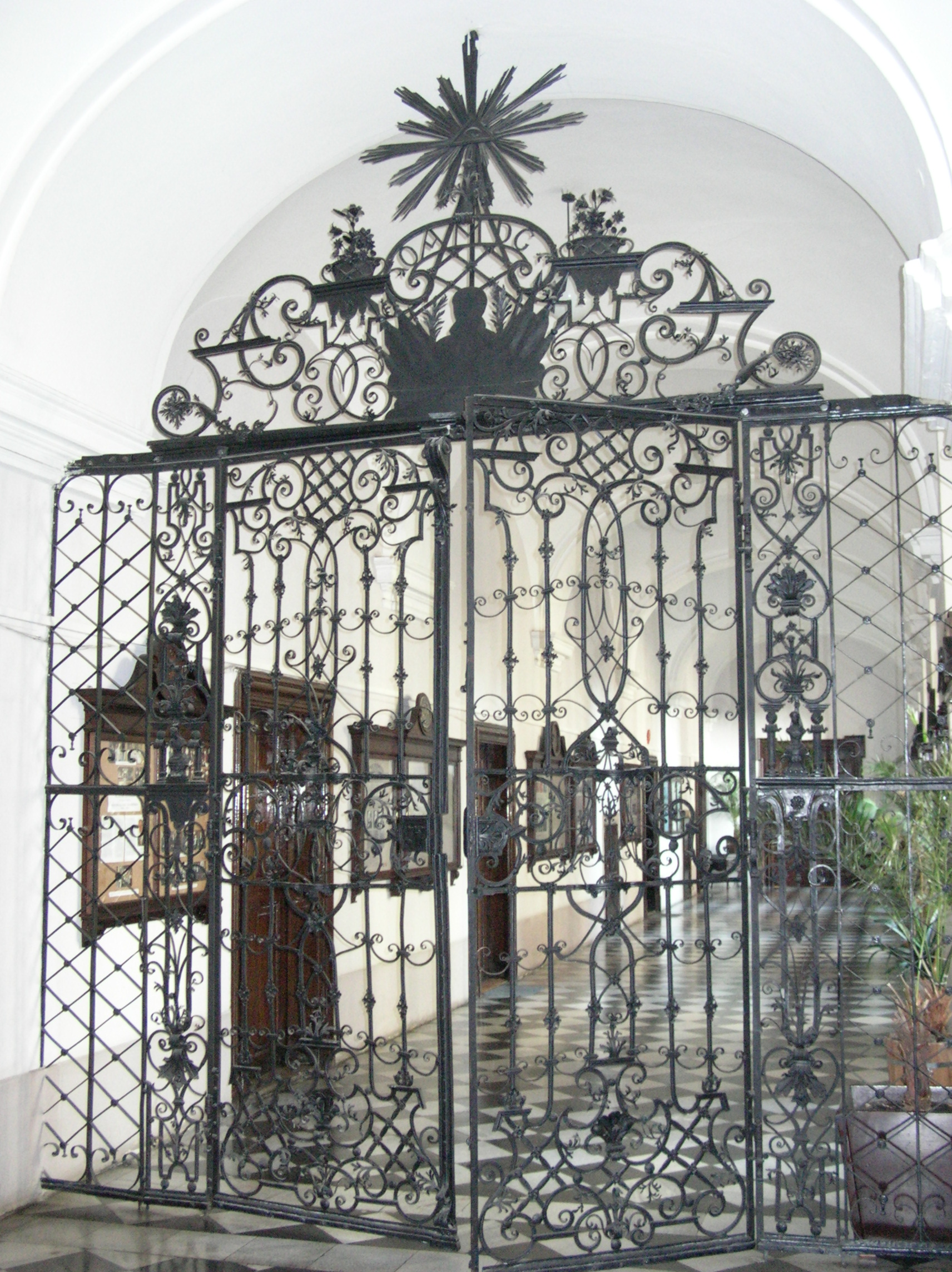
Toegangspoort tot het Rectoraat, met afkorting OAMDG (Omnes ad Majorem Dei Gloriam (Alles ter meerdere eer en glorie van God), lijfspreuk van de Jezuïetenorde

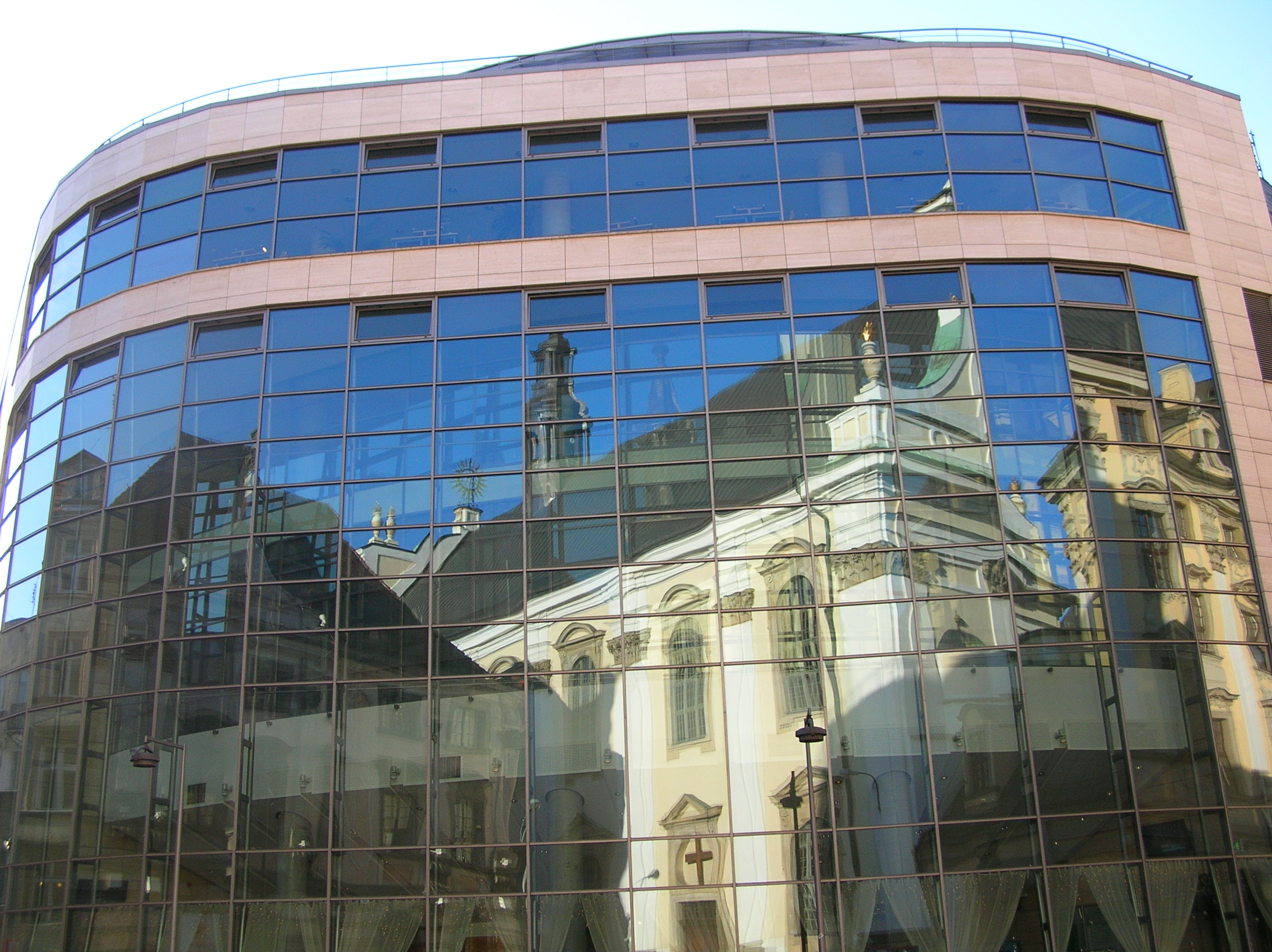
De Faculteit der Rechtsgeleerdheid

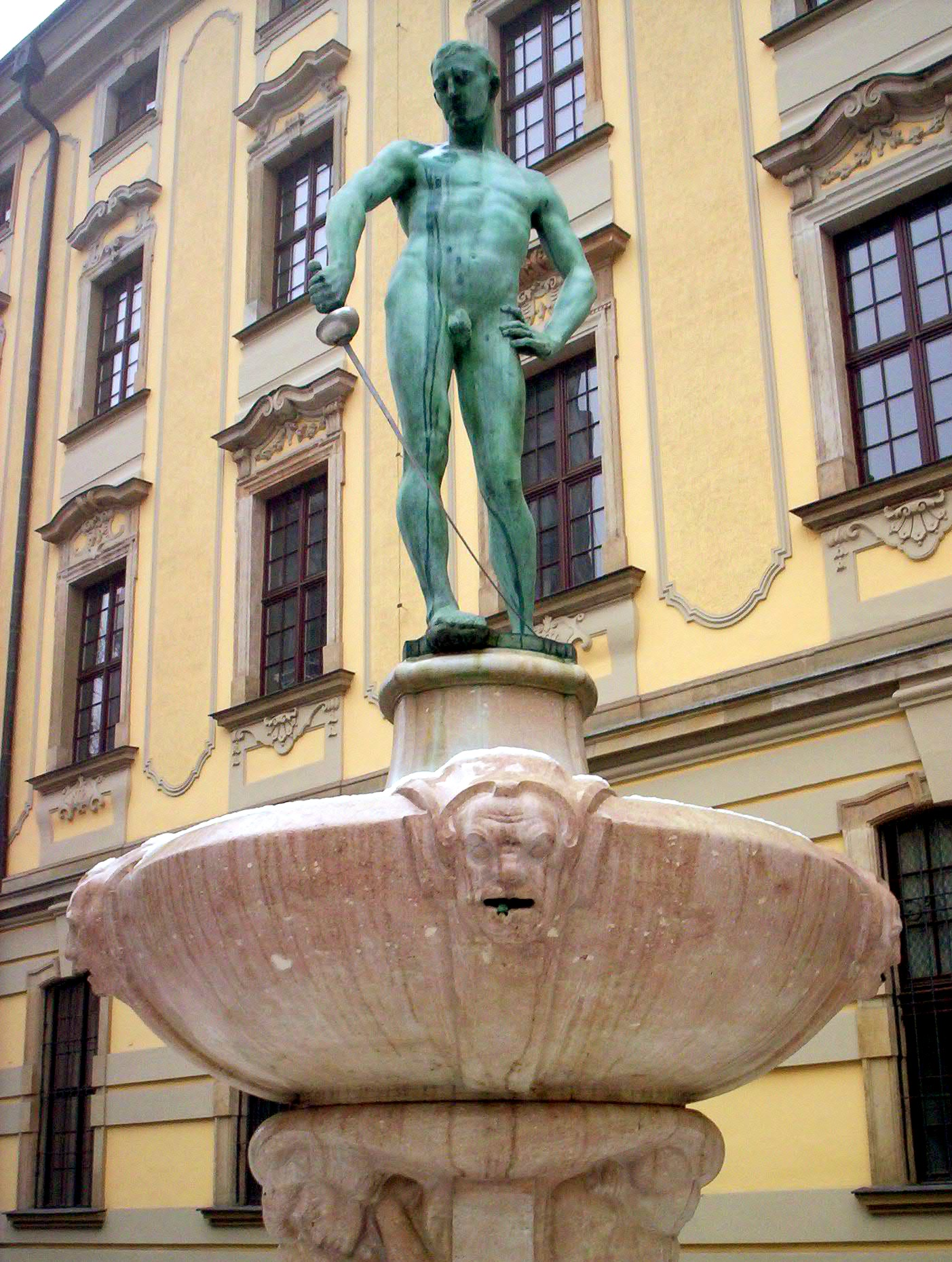
Het beeld op de Fontein van de Schermer

De Universiteit van Wrocław (Pools: Uniwersytet Wrocławski; Duits: Universität Breslau; Engels: University of Wrocław; Latijn: Universitas Wratislaviensis) is de grootste universiteit van de negen instellingen voor hoger onderwijs in de Poolse stad Wrocław. De universiteit telde eind 2018 ruim 24.000 studenten.

## Geschiedenis
De Universiteit van Wrocław beschouwt 1702 als het officiële stichtingsjaar. In dat jaar gaf keizer Leopold I aan de Jezuïetenorde toestemming om op de plaats van de eerder al bestaande Academie een nieuwe Academie te stichten, de Leopoldina geheten. Toen de stad Breslau en het gebied Silezië gedurende de Eerste Silezische Oorlog in handen vielen van Frederik de Grote van Pruisen werd ook de Leopoldina een Pruisische instelling. Besloten werd om de Leopoldina samen te voegen met de Viadrina Universiteit van Frankfurt (Oder), en het geheel te hernoemen in Universitas Literarum Vratislaviensis. Ruim zestig jaar later, in 1811, volgde opnieuw een naamswijziging: de Universiteit der Letteren te Breslau heette vanaf toen de Friedrich-Wilhelms-Universiteit te Breslau. Men kon er opgeleid worden in Filosofie (en Letteren), Medische Wetenschappen, Rechtsgeleerdheid en Protestantse, respectievelijk Katholieke Theologie.
Vooral de tweede helft van de 19e eeuw vormde een bloeitijd van de universiteit, die toen weer Universiteit van Breslau heette. Grote wetenschappers doceerden er en deden er onderzoek, zoals de bioloog Ferdinand Cohn en de fysicus Gustav Kirchhoff.
Tijdens het nazibewind werden al snel alle Joodse studenten en docenten uitgesloten van het volgen, respectievelijk geven van onderwijs, en in 1939 volgde ook een ban op Poolse studenten: de universiteit werd volledig ge-‘Germaniseerd’. Deze situatie duurde uiteindelijk tot 1945, toen Breslau na zeer zware strijd werd ingenomen door het Russische Rode Leger. Vrijwel alle Duitsers werden gedwongen om de stad te verlaten, en inwoners uit het oosten van het voor-oorlogse Polen namen hun huizen in. Ook Poolse hoogleraren van de universiteiten van Lvov en Vilnius namen deel aan deze volksverhuizing, en vormden de nieuwe academische staf van de nu Poolse Universiteit van Wrocław. Een tragisch lot trof de grote collectie oude handschriften en oude drukken van de Universiteitsbibliotheek: deze werd door Russische soldaten in de meidagen van 1945 verbrand of in de Oder geworpen.
Het eerste Poolse hoorcollege in het deerlijk vernielde Academiegebouw werd gegeven op 15 november 1945. De universiteit droeg van 1952 tot 1989 officieel de naam van Bolesław Bierut-universiteit, naar de eerste president van communistisch Polen. Na de Val van de Muur in 1989 onderging ook de Universiteit van Wrocław grote veranderingen: al snel legde men contact met universiteiten in West-Europa en de Verenigde Staten, en met steun van onder andere de Europese Unie via het TEMPUS-programma kregen honderden studenten de gelegenheid om een deel van hun studie in een EU-land te volgen. Ook de uitwisseling van de academische staf kwam in die tijd goed op gang, en gaat door tot op de dag van vandaag. Zelfs de enorme schade aan diverse gebouwen, toegebracht tijdens de overstroming van de Oder in juli 1997, heeft de bloei van de universiteit niet ondermijnd.

## Belangrijke gebouwen
Tot het geheel in barokstijl gebouwde Academiecomplex (Academiegebouw en nevenstaande Jezuïetenkerk) behoort ook het Oratorium Marianum (de muziekgehoorzaal), dat bij bombardementen in 1945 geheel vernield werd. De restauratiewerkzaamheden werden in 1985 gestart en, met een lange onderbreking wegens onvoldoende middelen, in 1996 afgesloten. Bij de restauratie werd onder andere gebruikgemaakt van oude kleurendia’s uit het bezit van het Herder-instituut van de Universiteit van Marburg.
Daarnaast is de centrale toren van het Academiegebouw, de Mathematica-toren genoemd, de moeite van een bezoek waard: hierin bevindt zich nu het Universiteitsmuseum. Hoogtepunt van het Academiegebouw is de Aula Leopoldina, ontworpen door Christopher Tausch en beschilderd door Johann Christoph Handke: een stijlvoorbeeld van barokarchitectuur.
Ook elders in de stad bevinden zich gebouwen van de universiteit, waarvan sommige ontworpen in de stijl van het Bauhaus, en andere van zeer recente datum. Van dat laatste is het tegenover het Academiecomplex gelegen gebouw van de Faculteit der Rechtsgeleerdheid een goed voorbeeld. Het vult een van de zeer vele gaten op, die de zware verwoestingen in 1945 in de binnenstad van Wrocław achterlieten.

## Laureaten/eredoctoraten
Zowel in de periode van het Duitse Breslau als in dat van het Poolse Wrocław verleende de universiteit eredoctoraten aan bekende personen en geleerden, zoals Charles Darwin, John Stuart Mill, Zbigniew A. Pełczyński en Hans-Georg Gadamer, Piotr Kapica, Chen Ning Yang, Nikolaj Semjonov en Abdus Salam, Johannes Brahms, Tadeusz Różewicz, Jerzy Grotowski, Sarvepalli Radhakrishnan, Roman Herzog, Hans Adolf Jacobsen, Václav Havel en Helmut Becker.
Ook kent de universiteit in haar geschiedenis veel Nobelprijswinnaars: Max Born, Philipp Lenard, Otto Stern, Maria Goeppert-Mayer, Erwin Schrödinger, Theodor Mommsen, Gerhart Hauptmann, Eduard Buchner, Fritz Haber, Friedrich Bergius, Paul Ehrlich en Konrad Bloch.

## Partners
De Universiteit van Wrocław heeft in de loop van de afgelopen jaren een keur aan partners verworven, in de Verenigde Staten, Azië en Europa. Tot de Europese partners behoren onder andere
- Karl-Franzens-Universität te Graz (Oostenrijk)
- Masaryk-universiteit te Brno en Karelsuniversiteit te Praag (Tsjechië)
- Rijksuniversiteit Groningen en Universiteit Leiden (Nederland)
- Université Blaise Pascal (Clermont-Ferrand II) te Clermont-Ferrand (Frankrijk)
- Pedagogische Universiteit Vilnius (Litouwen)
- Ludwig-Maximilians-Universität München, Ruhr-Universität Bochum en Humboldt Universiteit Berlijn (Duitsland)
- Staatsuniversiteit van Sint-Petersburg (Rusland)
- Ivan Franko-universiteit te Lviv (Oekraïne)

## Trivia
- Ter gelegenheid van de ontvangst van een eredoctoraat van de universiteit schreef de Duitse componist Johannes Brahms de Akademische Festouvertüre, die op 4 januari 1881 in première ging in Breslau.
- Naast het Academiegebouw staat een fontein, bekroond door een bronzen beeld van een naakte jongeman. Het zwaard in de hand van deze jongen vormt een geliefd object voor diefstal en is dan ook al vaak verdwenen.
- De Nederlandse professor Joost Platje is werkzaam bij de Economische faculteit.
- Het plein naast het Academiegebouw diende onder andere als decor voor de Nederlandse speelfilm Karakter van Mike van Diem